# Kar ne ubije
Kar ne ubije je mladinski socialno-psihološki roman slovenske pisateljice, pesnice, prevajalke in lektorice za angleški jezik na Filozofski fakulteti v Ljubljani Cvetke Sokolov, ki že več kot desetletje piše za otroke. Gre za njen prvi roman za mladostnike, izdan leta 2013 pri Mladinski knjigi, v njem pa zelo neposredno obdela problematiko posilstva in jo poveže s težavami adolescence in odraščanja. Pisateljico je za delo navdihnilo resnično pismo v svetovalni rubriki za mlade, ki ga je zasledila v nekem mediju.
Spremno besedo z naslovom Stiske, ki lahko ubijajo je napisala psihologinja mag. Darinka Novak Jerman.

## Vsebina
Roman v središče postavlja šestnajstletnega Klemena in leto dni mlajšo Kristino, ki ju med seboj poveže usodni dogodek. Klemen namreč Kristino na prijateljevi rojstnodnevni zabavi spolno zlorabi, kar nepreklicno spremeni življenji obeh posameznikov. Spremljamo boj obeh vpletenih s posledicami, ki jih tako dejanje prinaša in z odločitvami, ki jih morata sprejeti, če želita znova zaživeti normalno življenje. Roman je poleg napete zgodbe hkrati tudi študija soočanja med seboj zelo različnih si likov z ekstremnimi situacijami, ki pa so v današnjem svetu še kako prisotne. Klemenovo družino predstavlja mati samohranilka, ki mu skuša biti ves čas v oporo, a sam ni prepričan, da bi lahko prenesla bremena grozljive resnice, zato svojo krivdo skuša potlačiti s tekom in celo z mislimi na samomor. Ves čas tudi razmišlja o ideji, da bi se zaupal Andreju, piscu svetovalne rubrike priljubljene najstniške revije, a ga je prav tako strah, da bi lahko njegovo pismo kdo prepoznal in ga prijavil policiji. Njemu nasproti je postavljena Kristina, ki se je večino življenja lahko zanesla le nase, saj odnosi v njeni družini temeljijo na kaotičnih razmerah, nezaupanju in psihičnih ter fizičnih zlorabah, zato meni, da je za posilstvo delno kriva tudi sama in odklanja kakršnokoli strokovno pomoč. Zdi se, da je pogovor in soočenje drug z drugim njuna edina rešitev.
Kar ne ubije je zahtevno branje, ki predstavi velikokrat tabu problematiko posilstva na svež način, saj je prvoosebni pripovedovalec posiljevalec sam. Roman postreže tudi z izvrstnim in nepričakovanim razpletom, ki književne like predstavi v popolnoma drugačni luči, hkrati pa s seboj prinese tudi druga vprašanja, o katerih bodo bralci zagotovo razmišljali še dolgo po tem, ko bodo knjigo že odložili.

## Zbirka
Delo je 114. roman v zbirki Odisej.

## Ocene in nagrade
Knjiga je bila uvrščena med pet finalistov za modro ptico 2013, nagrado Mladinske knjige za najboljše še neobjavljeno mladinsko književno delo.
Vesna Sivec Poljanšek je v Bukli o knjigi zapisala, da gre za zelo iskren in neposreden pristop k tematiki spolne zlorabe, ki je postala del našega vsakdanjika. Zgodbo po njenih besedah odlikujeta dramatičen potek dogajanja in odlični pripovedni jezik. Roman je ocenila za presunljivo in realistično branje za vse generacije.
Maša Uran, knjižničarka v enoti Šiška, je knjigo dodala na seznam spletne strani Dobre knjige in zapisala, da je avtorici uspelo prepričljivo vpeti vsem znane teme, ki spremljajo odraščanje in vso patologijo življenja v pripoved ter s tem ustvariti priročnik za uspešno potovanje v svetu mladostnikov današnjega časa. 

## Izdaje in prevodi
Roman je v trdi vezavi leta 2013 prvič izdala Mladinska knjiga.